# Wake (schweizerische Band)
Wake ist eine Alternative-Rock-Band aus Zug in der Schweiz. Mitglieder sind Thomas Büchi (Gesang), Christoph Seiler (Gitarre), Sandro Glanzmann (Bass) und Pascal Vidi (Schlagzeug). Früheres Mitglied war Thomas Bonati (Gitarre), welcher 2019 die Band verliess. Im Jahr 2009 verließ Sänger Thomas Büchi nach 14 Jahren die Band. Er kehrte 2017 zurück für die neusten Alben und Singles.
Highlights waren die grösseren Live-Auftritte am Open Air Frauenfeld (Hauptbühne) 2002, die Support-Gigs mit Clawfinger, Hoobastank und 3 Doors Down sowie das Unplugged-Konzert in der Chollerhalle in Zug mit einem darauffolgenden DVD-Release.

## Diskografie

### Alben
- 2001: Internal (EP)
- 2004: You Are Safe
- 2007: Tremor
- 2009: Wake Unplugged 2007
- 2018: Harbor of Waste
- 2022: Against the Light

### Singles
- 2018: Walking Dim
- 2022: Burning Curtains
- 2022: Soulsucker
- 2022: Against the Light

### DVDs
- 2009: Wake Unplugged 2007

## Auftritte
- Open Air Frauenfeld (Hauptbühne) – 2002
- Volkshaus Zürich (Breakthru Contest) – 2003
- Grabenhalle St. Gallen – 2003 und 2005
- Albani Winterthur – 2004
- Inside Festival Zürich – 2004
- Bogenschanze Davos – 2004 (mit Clawfinger)
- Abart Zürich – 2004 (mit Hoobastank)
- Honky Tonk Festivals St. Gallen – 2004 und Chur – 2005
- Open Air Ebikon/Luzern – 2004
- X-tra Zürich – 2005 (mit 3 Doors Down)
- Chollerhallte Zug – 2007 (Unplugged mit DVD)
- Galvanik Zug – diverse Daten